# Haha-jima
Haha-jima (jap. 母島 Haha-jima) – największa wyspa grupy wysp Hahajima-rettō (母島列島) w archipelagu Ogasawara. Do grupy należy jeszcze między innymi wyspa Ane-jima (Wyspa Starsza Siostra) i Imōto-jima (Wyspa Młodsza Siostra).